# إليزابيث جاكوبسون
إليزابيث نيكول ليز جاكوبسون (بالإنجليزية: Elizabeth Jacobson) ولدت في 26 مارس 1984 وتوفيت في 28 سبتمبر 2005، كانت ربان طائرة تعمل لصالح القوات الجوية الأمريكية وقد قُتلت في حرب العراق عام 2005.
اشتهرت إليزابيث باعتبارها أول عضو امرأة في القوات الجوية الأمريكية تلقى حتفها أثناء أداء واجبها في دعم ما سُمي بعملية تحرير العراق كما تُعتبر أول جندية يتم قتلها في صراع شاركت في الولايات المتحدة منذ حرب فيتنام.

## المسيرة المهنية

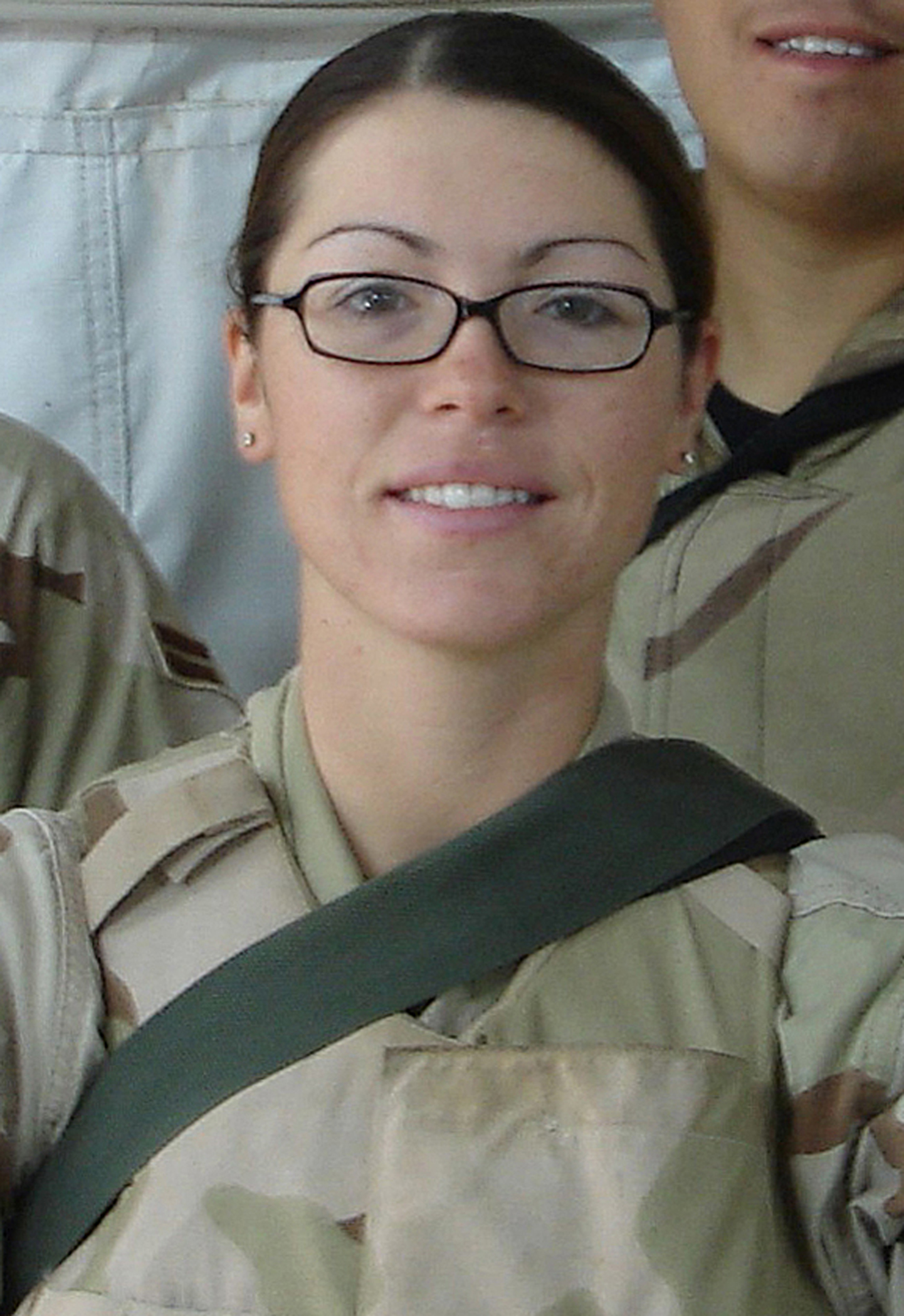
جاكوبسون إليزابيث

في 28 سبتمبر 2005، كانت إليزابيث جاكوبسون تحرس القافلة القادمة من معسكر بوكا في العراق من خلال متابعتها بسيارتها ومحاولة تأمين طريقها، لكن تم استهداف تلك السيارة بواسطة عبوة ناسفة بدائية الصنع بالقرب من بلدة سفوان فتسبب الانفجار في وفاتها رفقة رقيب في الجيش الأمريكي يُدعى ستيف موران ويبلغ من العمر 34 عاما في حين ينحدر من أرلينغتون في تكساس، أما الجندي الثالث الذي كان يحرس السيارة فقد تعرض لجروح متفاوتة الخطورة لكنه نجا من الهجوم.
تنحدر إليزابيث من ريفييرا بيتش وقد تم إسنادها إلى سرب قوات الأمن السابع عشر في قاعدة سلاح الجو بتكساس قبل أن يتم إرسالها إلى العراق كجزء من 586 من سرب ومشاة قوات الأمن. ويُشار إلى أن جاكوبسون كانت قد عملت في القوات الجوية لمدة سنتين فقط ومن تم غادرت نحو العراق ولم تكد تمضي ثلاث أشهر على وصولها حتى تم قتلها.
دُفنت جاكوبسون في مقبرة فوريست لاون ميموريال جاردنز في بومبانو سيتي بفلوريدا. 

## تراث
أنشأت القوات الجوية الأمريكية جائزة إليزابيث جاكوبسون لمشاة التميز والتي تُمنح للطيارين على الأداء المتميز خلال مهامهم وعملياتهم العسكرية. كما تم تسمية شارع في قاعدة علي السالم الجوية يمتد من نقطة مراقبة الدخول حتى مقر «صدى 4» باسمها تكريما لها. وقد تم تسمية قاعدة جوية أخرى باسمها اعترافا بما قامت به من تضحيات في سبيل وطنها، أما في القاعدة الجوية في لاكلاند فباتت تضم صورا والعديد من التذكارات التي تركتها جاكوبسون ورائها؛ ثم تم تسمية متحف آخر قرب نفس القاعدة باسمها.

## الجوائز والأوسمة
| ميداليات شخصية |                                                |
| Width-44 scarlet ribbon with width-4 ultramarine blue stripe at center, surrounded by width-1 white stripes. Width-1 white stripes are at the edges. | ميدالية النجمة البرونزية                       |
| Width-44 purple ribbon with width-4 white stripes on the borders                                                                                     | وسام القلب الأرجواني                           |
| | ميدالية سلاح الجو الأمريكي                     |
| | ميدالية سلاح الجو الأمريكي خلال المعارك        |
| ميداليات أثناء الخدمة |                                                |
| | ميدالية سلاح الجو للتميز                       |
| ميداليات عامة |                                                |
| Width=44 scarlet ribbon with a central width-4 golden yellow stripe, flanked by pairs of width-1 scarlet, white, Old Glory blue, and white stripes   | ميدالية الدفاع الوطني أثناء الخدمة             |
| | ميدالية الحرب ضد الإرهاب                       |
| | ميدالية الخدمة أثناء الحرب ضد الإرهاب          |
| ميداليات الخدمات والتداريب |                                                |
| | ميدالية سلاح الجو للتصويب الدقيق أثناء التداري |
| | ميدالية سلاح الجو خلال الخدمة وعند التداريب    |
| | ميدالية سلاح الجو المصغرة                      |
| | ميدالية سلاح الجو خلال التداريب                |

| ميداليات من صنف آخر |                            |
|                     | شارة الدفاع الجوي          |
|                     | شارة الدفاع الجوي والحماية |